# A New World Record
A New World Record je šesti studijski album skupine Electric Light Orchestra (ELO), ki je izšel leta 1976.

## Pregled
A New World Record je drugi album ELO, ki je bil posnet v studiu Musicland Studios v Münchnu. Album se je izkazal za prebojni album v Združenem kraljestvu, postal je prvi album skupine, ki se je uvrstil v top 10. Tako v Združenem kraljestvu kot v ZDA je dosegel več platinastih certifikatov, v prvem letu pa je bilo prodanih več kot pet milijonov izvodov plošč. Naslovnica albuma prvič vsebuje logotip skupine, ki ga je oblikoval Kosh. Logotip je prisoten na večini kasnejših izdaj skupine.
Album vsebuje hit single »Telephone Line«, ki je postal prvi singl skupine, ki je v ZDA dosegel zlati certifikat, »Livin' Thing«, »Do Ya« in »Rockaria!«. »Do Ya« je nadgradnja istoimenskega singla skupine The Move iz leta 1972. Skupina se je začela osredotočati na krajše pop skladbe, s tem trendom pa je nadaljevala tudi na kasnejših albumih. Leta 1977 so bile štiri skladbe z albuma vključene na soundtracku Joyride. Leta 2006 je bil album remasteriziran in ponovno izdan z bonus skladbami pri založbi Epic/Legacy. Na ponovni izdaji je bil vključen tudi promocijski singl "Surrender", ki se je uvrstil na lestvico top 100 download.
Julija 2012 je založba Music in Vinyl ponovno izdala album na vinilni plošči.
Frontman skupine, Jeff Lynne je dejal, da je kot tekstopisec pri tem albumu dosegel nov višek.
"Skladbe so začele teči in večina od njih je prišla hitro. Imeti vse te hite je bilo res neverjetno. Napredek od začetnega sprejemljivega dela, ki je trajalo tri ali štiri leta, pa do nenadnega uspeha je bila nenavadna, a izjemna stvar."— Jeff Lynne 2006, A New World Record ponovna izdaja
Patti Quatro Ericson in Brie Brandt iz skupine Fanny, ter Addie Lee so prispevale neoznačene spremljevalne vokale pri številnih skladbah z albuma, posebno pri skladbah »Livin' Thing« in »Tightrope«.

## Seznam skladb
Vse pesmi je napisal in uglasbil Jeff Lynne.
| Stran 1 | Stran 1                    | Stran 1 |
| Št.     | Naslov                     | Dolžina |
| ------- | -------------------------- | ------- |
| 1.      | „Tightrope‟                | 5:00    |
| 2.      | „Telephone Line‟           | 4:38    |
| 3.      | „Rockaria!‟                | 3:12    |
| 4.      | „Mission (A World Record)‟ | 4:24    |

| Stran 2 | Stran 2            | Stran 2 |
| Št.     | Naslov             | Dolžina |
| ------- | ------------------ | ------- |
| 5.      | „So Fine‟          | 3:55    |
| 6.      | „Livin' Thing‟     | 3:31    |
| 7.      | „Above the Clouds‟ | 2:16    |
| 8.      | „Do Ya‟            | 3:45    |
| 9.      | „Shangri-La‟       | 5:34    |

Kasetna verzija vsebuje na A strani »Tightrope«, »Rockaria!«, »Mission« in »Shangri-La«, B stran pa je ista kot vinilna plošča, razen »Telephone Line« je postavljena na mesto »Shangri-La«.
| Bonus skladbe (remasterizirana verzija iz 2006) | Bonus skladbe (remasterizirana verzija iz 2006) | Bonus skladbe (remasterizirana verzija iz 2006) |
| Št.                                             | Naslov                                          | Dolžina                                         |
| ----------------------------------------------- | ----------------------------------------------- | ----------------------------------------------- |
| 10.                                             | „Telephone Line‟ (spremenjen vokal)             | 4:41                                            |
| 11.                                             | „Surrender‟ (prej neizšla)                      | 2:37                                            |
| 12.                                             | „Tightrope‟ (instrumentalni miks)               | 4:55                                            |
| 13.                                             | „Above the Clouds‟ (instrumentalni miks)        | 1:14                                            |
| 14.                                             | „So Fine‟ (instrumentalni miks)                 | 4:16                                            |
| 15.                                             | „Telephone Line‟ (instrumental)                 | 4:51                                            |

## Osebje
ELO
- Jeff Lynne – vokali, solo kitare, ritem kitare, slide kitare, tolkala, Wurlitzer
- Bev Bevan – bobni, Minimoog, tolkala, spremljevalni vokali
- Richard Tandy – Wurlitzer, Minimoog, Micromoog, SLM Concert Spectrum, kitara Electra x320, Hohner Clavinet, Yamaha C7, Mellotron M400, Maestro Phase shifter, tolkala, spremljevalni vokali, Systech flanger
- Kelly Groucutt – vokali, bas kitara, tolkala, spremljevalni vokali
- Mik Kaminski – violina, Maestro Echoplex, Univox Univibe
- Hugh McDowell – čelo, Systech Phaser, Mu-Tron III, Mu-Tron Phasor, Maestro Echoplex
- Melvyn Gale – čelo, Maestro Echoplex

Dodatno osebje
- Mary Thomas – operni vokal
- Patti Quatro – vokali
- Brie Brandt – vokali
- Addie Lee – vokali
- Reinhold Mack – inženir
- Louis Clark – aranžer, dirigent
- Duane Scott – inženir

## Lestvice in certifikati
| Lestvica (1976–78)  | Najvišja uvrstitev |
| ------------------- | ------------------ |
| Avstralija          | 1                  |
| Avstrija            | 9                  |
| Danska              | 1                  |
| Japonska            | 60                 |
| Kanada              | 1                  |
| Nizozemska          | 2                  |
| Nova Zelandija      | 4                  |
| Norveška            | 9                  |
| Švedska             | 1                  |
| Zahodna Nemčija     | 7                  |
| ZDA (Billboard 200) | 5                  |
| ZDA (CashBox)       | 10                 |
| Združeno kraljestvo | 6                  |

| Lestvica (1976)          | Mesto |
| ------------------------ | ----- |
| Kanada                   | 60    |
| Nizozemska               | 37    |
| Lestvica (1977)          | Mesto |
| Avstralija               | 2     |
| Avstrija                 | 21    |
| Kanada                   | 3     |
| Nizozemska               | 48    |
| ZDA (Billboard Year-End) | 6     |
| Združeno kraljestvo      | 16    |
| Lestvica (1978)          | Mesto |
| Avstralija               | 22    |
| Združeno kraljestvo      | 47    |

## Certifikati
| Regija                     | Certifikat   | Prodaja   |
| -------------------------- | ------------ | --------- |
| Finska (Musiikkituottajat) | Zlat         | 25,000    |
| Kanada (Music Canada)      | 2x platinast | 200,000   |
| Nizozemska (NVPI)          | Zlat         | 50,000    |
| ZDA (RIAA)                 | Platinast    | 1,000,000 |
| Združeno kraljestvo (BPI)  | Platinast    | 300,000   |